# أرليندو
أرليندو (بالبرتغالية: Arlindo dos Santos Cruz) هو لاعب كرة قدم برازيلي في مركز الوسط، ولد في 26 أبريل 1940 في ايليوس في البرازيل. لعب مع بوتافوغو ريغاتاس.